# Robert Silva
Robert Silva García (Tacuarembó, 7 de marzo de 1971) es un abogado y político uruguayo. 
Fue Presidente de la ANEP entre marzo de 2020 y octubre de 2023. Fue candidato a la vicepresidencia de la República por el Partido Colorado en las elecciones de 2019 y de 2024, en esta última instancia fue electo como Senador de la República por primera vez, para la L Legislatura.

## Biografía
Silva es hijo Martha García y Neri Silva. Se crio en San Gregorio de Polanco, en donde su madre ejercía como maestra y había logrado la efectividad. Tiene un hermano el contador Romín Silva García  y su abuela materna era la maestra Eulalia Cuiliotti.
Cursó la secundaria en el Colegio San Javier de los jesuitas en Tacuarembó donde fue becado y posteriormente realizó bachillerato en el Liceo Ildefonso Pablo Estévez de Tacuarembó.
En 1989 se mudó a Montevideo y estudió abogacía en la Facultad de Derecho de la Universidad de la República, graduándose como Doctor en Derecho y Ciencias Sociales. Fue uno de los fundadores del Foro Universitario. También realizó estudios de postgrado en Habilidades Gerenciales, Gestión Estratégica de Recursos Humanos, Administración de la Educación, Gerencia Social, Mediación y Negociación, Gestión del Conocimiento y Administración Pública. Se egresó como profesor de Administración y Servicios en el Instituto Normal de Enseñanza Técnica (INET).

## Ámbito pedagógico
Fue electo por el orden docente para integrar como consejero el CODICEN de la ANEP desde 2016 al 2019, en elecciones nacionales desarrolladas en noviembre de 2015. Además, con anterioridad se ha desempeñado como secretario general del Consejo de Educación Secundaria desde 1996 a 1999 y secretario general del Consejo Directivo Central (CODICEN) de la Administración Nacional de Educación Pública (ANEP) desde 1999 a 2005. 
Fue docente en el Consejo de Formación en Educación (CFE) y en la Universidad del Trabajo del Uruguay (UTU) desde 2015 a 2016. Integró la Comisión Directiva del Instituto Nacional de Evaluación Educativa (INEED). También fue consejero de la Facultad de Derecho, coordinador de la Red Iberoamericana de Expertos en Recursos Humanos e integrante de la Comisión Directiva de la Sociedad de Amigos de la Educación Popular (SAEP).

### ANEP
De 19 de marzo de 2020 a 26 de octubre de 2023 fue Presidente del Codicen de la ANEP, designado por el presidente Luis Lacalle Pou. Durante su administración se desarrolló la implementación de la reforma educativa.
El sábado 20 de agosto de 2022, durante el proceso de gestación de la reforma educativo, la casa de Robert Silva amaneció vandalizada con pintadas en sus paredes. Silva aseguró que el Ministerio del Interior está abocado a investigar lo sucedido para poder dar con el paradero de los responsables. Al día siguiente, Robert Silva compartió en redes sociales un video donde se lo ve junto a su familia limpiando la fachada de su casa. Silva dijo que lo ocurrido: "vulnera lo más sagrado que uno tiene, que es la intimidad y la familia". Tras lo ocurrido, el sindicato Fenapes escribió a través de la red social: “Repudio total a este tipo de agresiones".
El 1 de septiembre de 2022, en el ciclo el cual dirigentes recorren el país explicando y respondiendo preguntas acerca de los lineamientos de la reforma educativa que pretende impulsar la ANEP; se vandalizo un vidrio roto de la camioneta en que se iba el jerarca. Ante estos hechos, Silva presentó una denuncia a fiscalía, y múltiples dirigentes políticos, presidentes de empresas públicas, jerarcas de Presidencia y hasta el propio presidente de la República Luis Lacalle Pou, se manifestaron en apoyo a Silva.

## Ámbito político

### Candidato a vicepresidente en 2019

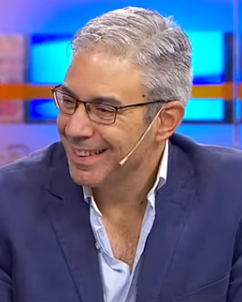
Robert Silva en 2019.

Siendo miembro del Partido Colorado, en 2019 fue seleccionado por el candidato presidencial Ernesto Talvi para acompañar su fórmula como candidato a vicepresidente, tras haber consultado con los otros precandidatos colorados de la elección interna, Julio María Sanguinetti y José Amorín Batlle. Su nominación no estuvo exenta de controversias. Se realizó consulta a la Corte Electoral, La fórmula presidencial Talvi y Silva consiguió el domingo 27 de octubre de 2019, fecha de la primera vuelta de las elecciones generales, 300.177 votos conquistado al 12,34% del electorado. No logrando así, pasar a segunda vuelta.

### Precandidatura presidencial en 2024
En el mes de septiembre de 2023, dentro del sector Ciudadanos, del Partido Colorado, se mencionaban los nombres de Silva y el del senador Adrían Peña como posibles precandidatos a Presidente para las elecciones internas de 2024. El senador Peña terminó por anunciar que no sería candidato en las internas y que respaldaría a Silva. Poco después, la primera agrupación colorada en proclamarse a favor de la precandidatura de Silva fue Batllismo Abierto del diputado Ope Pasquet, el viernes 15 de septiembre.

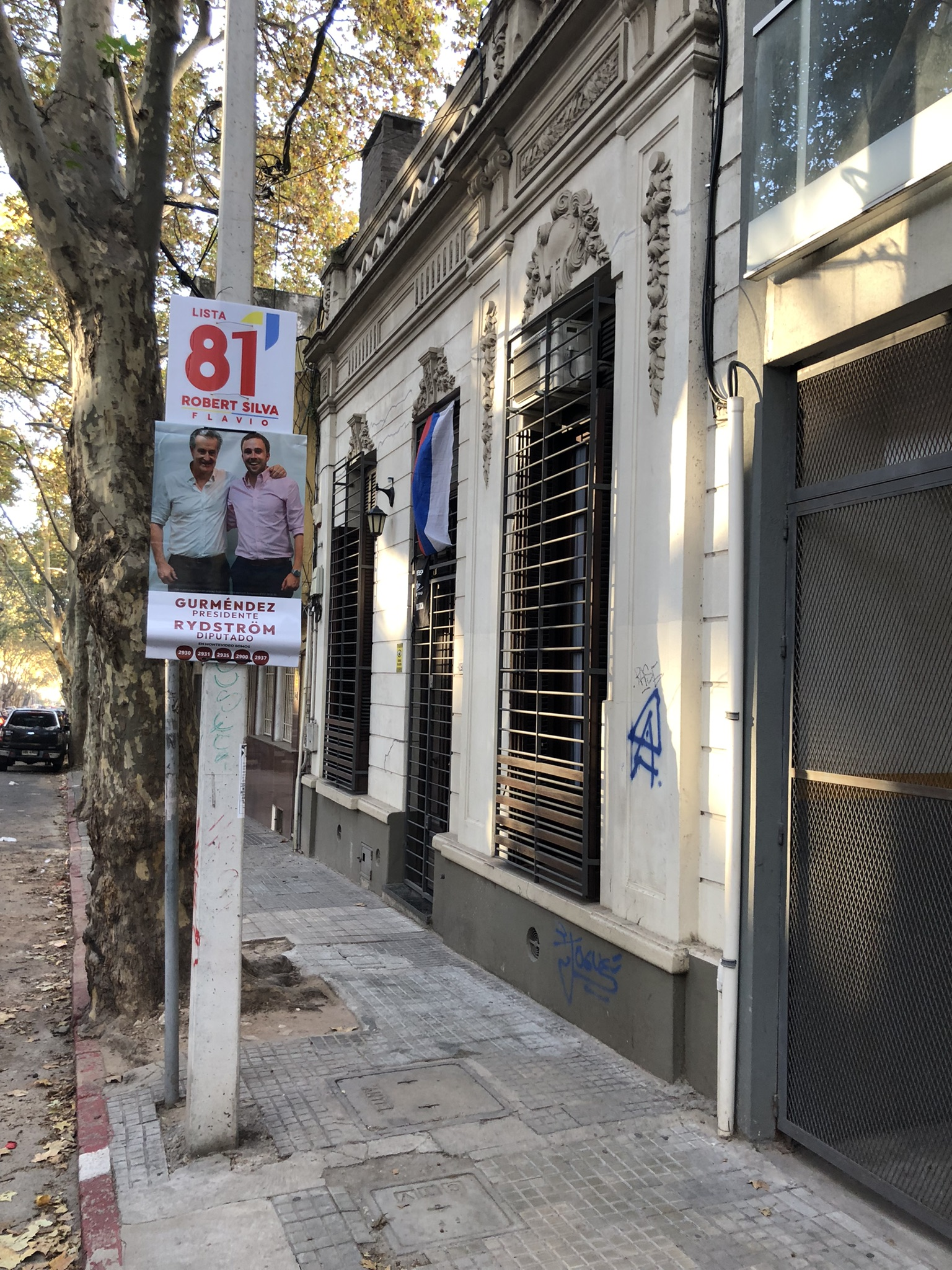
Carteles para las elecciones internas de 2024, uno en apoyo a la precandidatura de Robert Silva.

Posteriormente, el 2 de octubre, la lista 1600, integrada por los diputados Felipe Schipani, María Eugenia Roselló y Sebastián Sanguinetti, dio a conocer que también apoyarían la precandidatura de Silva. Finalmente, el 9 de octubre, todo el sector de Ciudadanos del Partido Colorado anunció el apoyo a su precandidatura.
El día 26 de octubre Silva renunció a su cargo como presidente de la ANEP, tras proponer que sea sucedido por la abogada y funcionaria Virginia Cáceres, para dedicarse plenamente a su campaña política como Precandidato a la Presidencia. El día martes 7 de noviembre, en la sala de Montevideo Music Box, Silva comenzó oficialmente su campaña y oficializó su precandidatura. Asimismo, fue el lanzamiento del espacio político "Crece", plataforma política que incluye primordialmente al sector Ciudadanos pero con la intención de ampliar el paraguas electoral de la precandidatura de Silva a otras agrupaciones.En noviembre el espacio Crece da inicio a su primera gira nacional.
En febrero de 2024 mantuvo una videollamada con María Corina Machado, la candidata opositora a Nicolás Maduro que sufrió una inhabilitación política del máximo tribunal de justicia venezolano. "No vamos a reconocer las elecciones venezolanas hasta que las mismas no sean efectivamente libres, democráticas y donde exista participación y se respete el pronunciamiento del pueblo", le dijo Silva a Corina Machado durante la videollamada. En marzo, renunció el embajador uruguayo en Venezuela Eber Da Rosa tras la inhabilitación de la principal líder opositora venezolana, María Corina Machado, para competir en las elecciones presidenciales contra Nicolás Maduro. Hubo discrepancias entre precandidatos colorados al respecto de si nombrar a otro embajador o no. Silva expresó que no designar a un nuevo embajador uruguayo en Venezuela, en las circunstancias actuales, "sería una forma contundente de condenar el régimen de Nicolás Maduro y defender la democracia en ese país”, mientras que el precandidato Gabriel Gurméndez defendió el nombramiento de otro embajador, destacando la importancia de "mantener una representación diplomática fuerte en Venezuela como una vía para luchar por la democracia y los derechos humanos desde adentro".
A principios de junio, Silva lanza su programa de gobierno llamado "El Uruguay que nos debemos", en recuerdo del libro homónimo de Ricardo Pascale.

### Candidato a vicepresidente en 2024
El 30 de junio, el día de las elecciones internas, Silva se posicionó como el segundo precandidato colorado más votado, quedando en primer lugar Andrés Ojeda. Al día siguiente, en una conferencia de prensa en la Casa del Partido Colorado junto a todos los precandidatos, se oficializó que la fórmula presidencial del Partido Colorado para las Elecciones Generales de 2024 sería Ojeda y Silva. El lunes 12 de agosto se hizo público que el sector Crece de Robert Silva, el sector Tercera Vía de Gustavo Zubía y el sector del candidato Andrés Ojeda comparecerían a las elecciones generales dentro de un mismo sublema, pero con tres listas al Senado.
Finalmente, la fórmula presidencial Ojeda y Silva terminó en tercer lugar con el 16,07% de los votos. Silva resultó electo Senador de la República por primera vez, para la L Legislatura. Tras la proyección de los resultados, ambos candidatos confirmaron su apoyo a Álvaro Delgado para la segunda vuelta de balotaje.